# Kreuze in Karelien
Der Roman Kreuze in Karelien (finnischer Originaltitel: Tuntematon sotilas, 1954), vom Verlag Volk und Welt 1971 auch unter dem Originaltitel Der unbekannte Soldat veröffentlicht, ist das bekannteste Werk des finnischen Schriftstellers Väinö Linna. Die deutsche Erstauflage wurde 1955 vom Verlag Kiepenheuer & Witsch (leicht gekürzt) veröffentlicht. Es hat sich bis 1990 etwa eine halbe Million Mal in Finnland verkauft, das heißt jeder zehnte Finne kaufte dieses Buch. Somit ist es das meistverkaufte finnische Belletristik-Werk. Das Buch wurde in mehrere Sprachen übersetzt, dreimal verfilmt und als Theaterstück inszeniert.

## Inhalt
Das Buch schildert den Einsatz einer finnischen Maschinengewehrkompanie während des sogenannten Fortsetzungskrieges vom Sommer 1941 bis zum Sommer 1944. Die Kompanie wird in Ostkarelien eingesetzt und ist schließlich an der Besetzung der Stadt Petrosawodsk beteiligt, geht danach aber zum Stellungskrieg entlang des Flusses Swir über. Mit der Wyborg-Petrosawodsker Operation muss sich die Einheit aber unter chaotischen Umständen wieder zurückziehen und schließlich mit dem Waffenstillstand von Moskau die Niederlage eingestehen.
Im Laufe der Handlung werden einige Figuren besonders herausgearbeitet: einige Offiziere (vor allem Major Lammio, Hauptmann Kariluoto, Oberleutnant Koskela und der übergeordnete Bataillonskommandeur Major Sarastie), aber vor allem die Unteroffiziere (wie Feldwebel Hietanen oder Unteroffizier Rokka) und die Mannschaften. Ein Großteil der Figuren fällt im Laufe des Buches, so dass am Ende nur wenige, desillusionierte und abgestumpfte Soldaten überleben. Die Kampf- und teilweise die Todesszenen werden sehr detailgetreu und brutal geschildert. Der anfängliche Idealismus der meisten (aktiven) jungen Offiziere verfliegt im Laufe der harten Kämpfe und Entbehrungen an der Front. Die deftige Soldatensprache der Figuren lässt den Roman besonders realistisch erscheinen.
Der Roman beinhaltet auch eine Kritik an der Offiziersklasse in Finnland und betrachtet dabei die runebergsche Kriegsheldtradition sehr kritisch, in der sich Linna selbst auch sah. Durch seinen Realismus und seine Härte zerstört es den Mythos vom edlen Krieger, da die einfachen finnischen Soldaten meist eine derbe Sprache benutzen und auch Dilemmata der Führung und Fehlentscheidungen der Vorgesetzten dargestellt werden. Aus diesem Grunde und aus Rücksicht auf die Sowjetunion wurde die erste Version zensiert, die ungekürzte Version erschien erst 2000 unter dem Titel Sotaromaani (Kriegsroman). Der Roman beruht zum Teil auf Linnas eigenen Erfahrungen, ist aber zumeist fiktional. Besonders wird seine Beschreibung der Psychologie der Figuren hervorgehoben.

## Filme
Der Roman Kreuze in Karelien wurde bereits ein Jahr nach seiner Veröffentlichung verfilmt. Der Regisseur von diesem Film war Edvin Laine und die Erstaufführung war im Dezember 1955. Die Filmmusik stammte von Ahti Sonninen, an prominenten Stellen wurde jedoch zudem auch auf Finlandia von Jean Sibelius zurückgegriffen. Die erste Verfilmung war ein großer Erfolg. Sie hatte 2,8 Millionen Zuschauer in Finnland und wurde in über 40 Ländern verbreitet. Seit 2000 wird der Film von YLE jedes Jahr am finnischen Unabhängigkeitstag gesendet. 
Nach 30 Jahren wurde der Roman nochmals von Rauni Mollberg verfilmt.
Zum 100. Jahrestag der finnischen Unabhängigkeit kam am 27. Oktober 2017 eine neue Filmfassung von Aku Louhimies in die finnischen Kinos. Mit einem Budget von sieben Millionen Euro handelte es sich um die teuerste finnische Filmproduktion aller Zeiten. Der Film, von dem später auch eine deutlich längere, fünfteilige Miniserienversion erschien, erzielte das beste Einspielergebnis eines finnischen Films und das drittbeste in Finnland überhaupt.

## Ausgaben
Ursprüngliche Fassung des Romans:
- Tuntematon sotilas. WSOY, Porvoo 1954.
  - deutsche Ausgabe: Kreuze in Karelien. Übersetzt von Karl-Heinz Bolay und Rolf Schroers. Kiepenheuer & Witsch, Köln/Bonn 1955.[1]
  - deutsche Ausgabe: Der unbekannte Soldat. Übersetzt von A. O. Schwede. Verlag Volk und Welt, Berlin 1971.

Unzensierte Fassung des Romans:
- Sotaromaani. Tuntemattoman sotilaan käsikirjoitus. WSOY, Helsinki 2000, ISBN 951-0-25187-9.
  - deutsche Ausgabe: Kriegsroman. Übersetzt von A. O. Schwede und Angela Plöger. EvM Edition im Viaiuris Verlag, Berlin 2014, ISBN 978-3-941211-12-4.